# South West Trains
South West Trains war eine britische Eisenbahngesellschaft und ein Tochterunternehmen der Stagecoach Group. Ihr Netzwerk erstreckte sich über den Südwesten Englands, von Greater London in die Grafschaften Surrey, Hampshire, Dorset und Wiltshire.

## Geschichte
South West Trains gewann 1996 die Ausschreibung für das Liniennetz in Südwestengland und übernahm die Personenverkehr auf den Strecken von der aufgelösten staatlichen Gesellschaft British Rail. Die Konzession wurde im Februar 2003 um vier Jahre verlängert, die Gesellschaft hatte auf eine Konzessionsdauer von 20 Jahren gehofft. Dies hinderte South West Trains jedoch nicht daran, das alte und verschlissene Rollmaterial durch neue Züge der Modellreihe Desiro UK von Siemens Mobility zu ersetzen. Die daraufhin erfolgte Neuausschreibung wurde jedoch erneut gewonnen, und die Konzession, welche nun auch die Island Line auf der Isle of Wight umfasst, am 22. September 2006 bis 2017 verlängert. Seit Mai 2004 galt auf allen Zügen der South West Trains Rauchverbot.
Am 27. März 2017 wurde bekanntgegeben, dass die Stagecoach Group die neue Franchise von 2017 bis 2024 verloren habe, stattdessen übernahm am 20. August 2017 South Western Railway, ein Konsortium aus FirstGroup und MTR Corporation, das Netz.

## Rollmaterial
South West Trains betrieb zuletzt 293 Garnituren von Elektrotriebzügen der britischen Baureihe 450, 455 und 458 sowie 41 Dieseltriebzug-Garnituren der Baureihen 158 und 159. Am 17. August 2017 kam die Klasse 707 mit 30 fünfteiligen Triebzügen hinzu.
| Baureihe               | Bild | Typ                       | V/max     | Personen- wagen | Anzahl | Baujahr                                                           |
| ---------------------- | ---- | ------------------------- | --------- | --------------- | ------ | ----------------------------------------------------------------- |
| Britische Baureihe 73  |      | Elektro-Diesel Lokomotive | 145 km/h  |                 | 1      | 1962, 1965–1967                                                   |
| Britische Baureihe 158 |      | Triebwagen (Diesel)       | 145 km/h  | 2               | 10     | 1989–1992                                                         |
| Britische Baureihe 159 |      | Triebwagen (Diesel)       | 145 km/h  | 3               | 30     | 159/0 1992–1993 159/1 Umgebaut 2006–2007                          |
| Britische Baureihe 159 |      |                           |           |                 |        |                                                                   |
| Britische Baureihe 444 |      | Triebwagen (Elektro)      | 160 km/h  | 5               | 45     | 2003–2004                                                         |
| Britische Baureihe 444 |      |                           |           |                 |        |                                                                   |
| Britische Baureihe 450 |      | Triebwagen (Elektro)      | 160 km/h  | 4               | 127    | 2002–2006                                                         |
| Britische Baureihe 450 |      |                           |           |                 |        |                                                                   |
| Britische Baureihe 455 |      | Triebwagen (Elektro)      | 120 km/h  | 4               | 91     | 1982–1985 2004–2007 (aufgearbeitet)                               |
| Britische Baureihe 455 |      |                           |           |                 |        |                                                                   |
| Britische Baureihe 456 |      | Triebwagen (Elektro)      | 120 km/h  | 2               | 24     | 1990–1991                                                         |
| Britische Baureihe 458 |      | Triebwagen (Elektro)      | 120 km/h  | 5               | 36     | 2012–2015 (1998–2002 als Klasse 458/0) (2000–2001 als Klasse 460) |
| Britische Baureihe 483 |      | Triebwagen (Elektro)      | 72,5 km/h | 2               | 6      | 1938 1989–1992 (aufgearbeitet)                                    |
| Britische Baureihe 707 |      | Triebwagen (Elektro)      | 160 km/h  | 5               | 30     | 2017                                                              |

## Streckennetz
Der wichtigste Bahnhof und Betriebsmittelpunkt war Waterloo in London. Von hier aus verkehrten Züge u. a. nach Basingstoke, Southampton, Bournemouth, Portsmouth, Guildford, Weymouth, Winchester, Salisbury, Exeter und Torquay. Das größte Passagieraufkommen hatten jedoch die Vorortlinien im Südwesten von London. Sämtliche Züge der South West Trains verkehrten über Clapham Junction, den Bahnhof mit den meisten Zugbewegungen in Europa.
Der größte Teil der Strecken der South West Trains ist elektrifiziert. Die Stromzufuhr erfolgt durch die in Südengland üblichen Stromschienen mit 750 V Gleichstrom. Wegen der hohen Anzahl von Zügen (bis zu 1600 täglich) und wegen mangelnder Investitionen während vieler Jahre waren Verspätungen häufig. In den letzten Jahren wurden jedoch Anstrengungen unternommen, diese Schwachstellen zu beheben, so z. B. durch den Bau eines zentralen Stellwerks am Bahnhof Waterloo.